# Medicine Lodge (Kansas)
Medicine Lodge é uma cidade localizada no estado americano de Kansas, no Condado de Barber.

## Demografia
Segundo o censo americano de 2000, a sua população era de 2193 habitantes.
Em 2006, foi estimada uma população de 2036, um decréscimo de 157 (-7.2%).

## Geografia
De acordo com o United States Census Bureau tem uma área de
3,1 km², dos quais 3,1 km² cobertos por terra e 0,0 km² cobertos por água. Medicine Lodge localiza-se a aproximadamente 456 m acima do nível do mar.

## Localidades na vizinhança
O diagrama seguinte representa as localidades num raio de 28 km ao redor de Medicine Lodge.